# Dunkelwerk
Dunkelwerk — немецкая группа, характеризующая своё звучание, как Endzeit Electro, берущая свои корни к жанрам, основанным такими группами, как Wumpscut:, Leæther Strip и продолжающими эту линию группами Suicide Commando или Hocico. Dunkelwerk состоит всего лишь из одного человека и это чисто студийный проект, не принимающий никакого активного участия в концертной или публичной жизни. Название группы Dunkelwerk происходит от древней немецкой идиомы, которую можно перевести как «Тёмная работа» или «Тёмная фабрика». Продюсер Dunkelwerk решил работать под псевдонимом «losttrooper» и не предоставил ни одной своей фотографии.

## История
Dunkelwerk был создан бельгийским лейблом Alfa Matrix в 2003 году. Перед тем, как выпустить первый альбом, Dunkelwerk появлялся в сборниках с первым синглом, называемым «Die Sechste Armee». Тема войны на этом сингле предвосхитила и общую направленность альбома «Troops», который называют самым тёмным среди Endzeit Electro жанра. Находясь среди событий немецких войн, альбом создаёт неповторимую пораженческую атмосферу, одновременно используя яркие танцевальные ритмы и мелодии-марши. Из-за такого смешения трудной для немецкого народа подоплёки и танцевальной музыки, некоторые музыкальные журналы проигнорировали появление альбома (например, Sonic Seducer в Германии). Это заставило продюсера Dunkelwerk в многочисленных интервью объяснять свой замысел и концепцию этой работы. В буклете он утверждает: «Dunkelwerk — о поражении, не о победе. Мы больше не нуждаемся в нацистском мировоззрении».
Альбом «Troops» получил и положительные отзывы и завоевал немалый успех по всему миру. В немецком DAC Charts он достиг 6-й позиции. Все треки на альбоме обращены к мировым войнам и фокусируются на поражениях. Особенностью альбома является использование редких записей времён второй мировой войны в многих песнях. Некоторые люди обвиняют группу в использовании установившихся фактов истории с намерением привлечь к себе внимание. Альбом был смикширован и сведён человеком по имени Len Lemeire, кто работал с Implant, Anne Clark и многими другими электронщиками.
Кроме работы над альбомом, проект делал ремиксы сторонним группам, а также выпускал эксклюзивные версии собственных песен на сборниках.

## Дискография Dunkelwerk

### Альбомы
- Troops (2005)
- Höllenbrut (2009)
- Operation Duesterland (2013)

### Синглы и EP
- Die Sechste Armee (2004)

### Ремиксы Dunkelwerk для других групп и проектов
- Virtual Embrace — Escape To Insane (2xcd, limited), Acquaintance (Remix by Dunkelwerk)
- Neikka RPM — Here’s Your Revoluition (ep CD), Here’s Your Revolution (Deep Space Rescue Remix by Dunkelwerk)
- Plastic Noise Experience — Maschinenraum (ep CD), Maschinen (Remix by Dunkelwerk)
- Neikka RPM — The Gemini Prophecies (2xcd, limited), Here’s Your Revolution (Remix Version 2 by Dunkelwerk)
- Crystalline Effect — Glass (2xcd), Another Rainy Day (Remix by Dunkelwerk)
- Patenbrigade:Wolff — Gefahrstoffe (single CD), Ostberliner Bauarbeiter (Remix by Dunkelwerk)
- Stereomotion — Resistance:2012 (CD), Holystigma (Remix by Dunkelwerk)
- XP8 — Endzeit Bunkertracks Act 1 (4xcd, limited boxset sampler), Straight Down (Remix by Dunkelwerk)

### Композиции Dunkelwerk на сборниках
- Endzeit Bunkertracks Act 1 (4xcd, limited boxset sampler), Hope’s Haven (short cut)
- Endzeit Bunkertracks Act 2 (4xcd, limited boxset sampler), Dresden (reduced)
- Re:Connected 1 (2xcd, sampler), Bastard
- Re:Connected 2 (2xcd, sampler), Your Love (rough cut)
- Cyberlab 4 (2xcd, sampler), 2Hell (Ladykiller Mixx)
- Cryonica Tanz V.3 (2xcd, sampler), Die Sechste Armee (Club is a battlefield cut)
- deCODER 2 (CD, sampler), Die Sechste Armee (M.A.O. Mix)
- Interbreeding 3 Xenophobic (2xcd, sampler), Stahlgrab (Compact Mixx)
- Interbreeding 7 The Flash Harvest/Natural Enemies (2xcd, sampler), Bastard (Against The Beast Version)
- Sounds From The Matrix 001 (CD, promotion sampler), 2Hell (Hellbreaker Mixx)
- Sounds From The Matrix 002 (CD, promotion sampler), Bastard (short cut)
- Sounds From The Matrix 003 (CD, promotion sampler), Underfire (Album)
- Synthphony REMIXed! 3 (CD, sampler), Bastard (African Frontline Mix by Implant)
- The Dark Entries…Into The Matrix (CD, promotion sampler), Die Sechste Armee (Club is a battlefield cut)

### Специальный совместный проект
- The Retrosic — Nightcrawler (Collector’s edition) (2xcd, DVD), Bastard (The Retrosic Version with vocals by Cyrus) and Bastard (Retrosic Remix)